# Plougras
Plougras [plugʁas] est une commune française située dans le département des Côtes-d'Armor en région Bretagne.

## Géographie

### Localisation

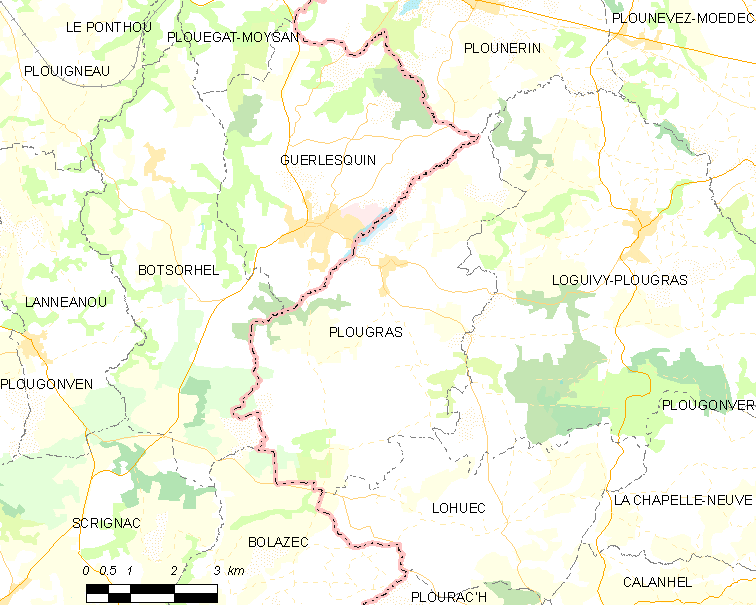
Carte de Plougras et des communes avoisinantes.

Plougras se situe au sud du Trégor, dans le département des Côtes-d'Armor, mais à la limite de celui du Finistère, et au nord du prologement oriental des Monts d'Arrée.
| Guerlesquin Finistère | Plounérin |                  |
| Botsorhel Finistère   | Plougras  | Loguivy-Plougras |
| Bolazec Finistère     |           | Lohuec           |

### Relief et hydrographie
Le point le plus élevé de la commune est le signal ou menez de Goariva qui a 314 mètres d'altitude et est un site panoramique ; situé dans la partie sud du finage communal, il fait partie de l'alignement de hauteurs de Roc'h C'hlas (Roc'h Glaz), qui avoisinent toutes les 300 mètres et sont devenues un site de parc éolien, dont l'opérateur est la "Compagnie Armoricaine Energie Verte", constitué de 8 éoliennes d'une puissance nominale totale de 6 000 kW. Le bourg est vers 230 mètres d'altitude. En 2023 un projet de 8 éoliennes supplémentaires, hautes de 135 mètres, est annoncé par les sociétés "Roc’h-Glaz énergies" et "IEL" ; ce futur parc pourrait produire jusqu’à 47 500 MWh d’électricité, soit la consommation de 13 500 personnes (chauffage inclus).
Le territoire communal est limité à l'ouest par le Guic (qui a sa source dans la commune voisine de Botsorhel), qui sert de limite à cet endroit entre les départements des Côtes-d'Armor et du Finistère ; il sépare Plougras de Botsorhel, puis de Guerlesquin (il alimente deux étangs aménagés en 1977 pour les besoins de l'abattoir Tilly de Guerlesquin) et de Plounérin à l'extrémité nord de la commune : il est alors à 164 mètres d'altitude, point le plus bas du territoire communal ; à l'est c'est la rivière de Saint-Émilion, qui a sa source dans la partie sud de la commune et alimente l'étang de Beffou (le barrage de Beffou, géré par le département, est à cheval sur les communes de Plougras et Loguivy-Plougras ; des travaux d'entretien, notamment le remplacement de la vanne permettant de réguler le niveau d'eau de l'étang, ont été entrepris en 2019), qui sert de limite communale avec Loguivy-Plougras ; c'est un affluent de rive droite du Guic.

### Géologie
Une zone ferrifère se trouve dans la partie orientale du synclinal des monts d'Arrée ; le minerai de fer est interstratifié dans des couches dévoniennes. Il a été exploité par le passé, à des dates indéterminées, entre Lohuec et Plougras, dans des lieux-dits comme Pengalet, le Rocher, Landeven, ainsi que dans la forêt de Beffou et à La Chapelle-Neuve. Ce minerai a alimenté les anciennes forges situées à l'entrée de la forêt de Coat-an-Noz, au sud de Belle-Isle-en-Terre.

### Hydrographie
Pour un article plus général, voir Réseau hydrographique des Côtes-d'Armor.
La commune est située dans le bassin Loire-Bretagne. Elle est drainée par le Guic, le Roudouhir et le St Emilion,.
Le Guic, d'une longueur de 27 km, prend sa source dans la commune de Botsorhel et se jette  dans le Léguer à Belle-Isle-en-Terre, après avoir traversé huit communes. 
Le Roudouhir, d'une longueur de 12 km, prend sa source dans la commune  et se jette  dans l'Aulne à Carnoët, après avoir traversé cinq communes. 
Le Saint-Émilion, d'une longueur de 11 km, prend sa source dans la commune  et se jette  dans le Guic à Loguivy-Plougras. 
Trois plans d'eau complètent le réseau hydrographique : l'étang de Beffoù, d'une superficie totale de 11,3 ha (10,26 ha sur la commune), l'étang du Guic, d'une superficie totale de 25,7 ha (12,73 ha sur la commune) et Vieil étang, d'une superficie totale de 4,4 ha (2,53 ha sur la commune),.

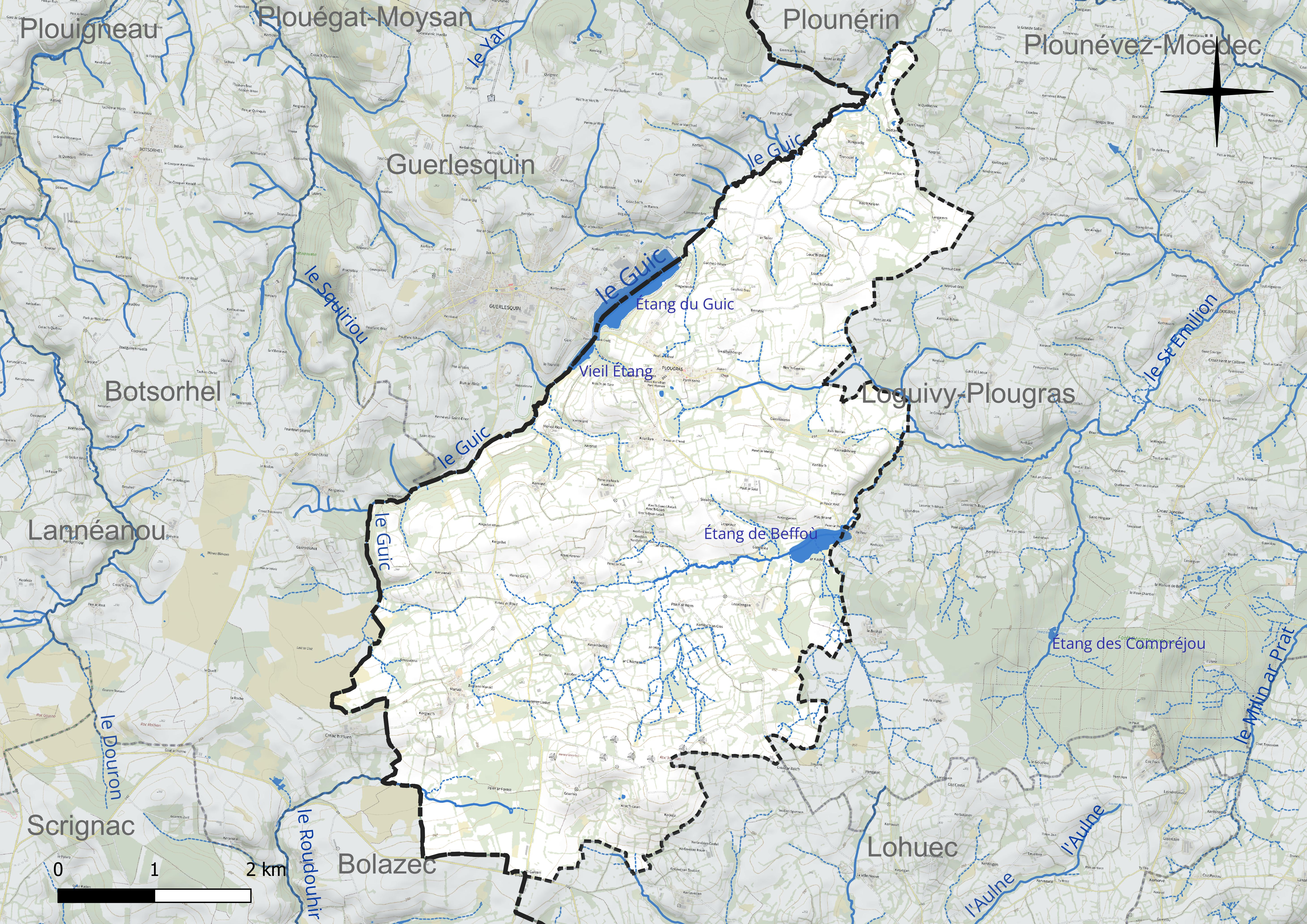
Réseau hydrographique de Plougras.

### Climat
Pour des articles plus généraux, voir Climat de la Bretagne et Climat des Côtes-d'Armor.
En 2010, le climat de la commune est de type climat océanique franc, selon une étude du Centre national de la recherche scientifique s'appuyant sur une série de données couvrant la période 1971-2000. En 2020, Météo-France publie une typologie des climats de la France métropolitaine dans laquelle la commune est exposée à un climat océanique et est dans la région climatique Finistère nord, caractérisée par une pluviométrie élevée, des températures douces en hiver (6 °C), fraîches en été et des vents forts. Parallèlement l'observatoire de l'environnement en Bretagne publie en 2020 un zonage climatique de la région Bretagne, s'appuyant sur des données de Météo-France de 2009. La commune est, selon ce zonage, dans la zone « Monts d'Arrée », avec des hivers froids, peu de chaleurs et de fortes pluies.
Pour la période 1971-2000, la température annuelle moyenne est de 10,8 °C, avec  une amplitude thermique annuelle de 11,3 °C. Le cumul annuel moyen de précipitations est de 1 167 mm, avec 15,4 jours de précipitations en janvier et 8,8 jours en juillet. Pour la période 1991-2020, la température moyenne annuelle observée sur la station météorologique la plus proche, située sur la commune de Pleyber-Christ à 23 km à vol d'oiseau, est de 11,7 °C et le cumul annuel moyen de précipitations est de 1 101,6 mm,. Pour l'avenir, les paramètres climatiques de la commune estimés pour 2050 selon différents scénarios d'émission de gaz à effet de serre sont consultables sur un site dédié publié par Météo-France en novembre 2022.

### Transports
Plougras n'est desservi que par des routes secondaires, les principales étant la D 88, qui vient de Loguivy-Plougras et la D 42, qui vient de Lohuec, ces deux routes se rejoignant à l'ouest de la commune, au niveau de la limite départementale avec le Finistère, en direction de Guerlesquin.

### Paysages et habitat
Plougras présente un paysage traditionnel de bocage avec un habitat dispersé en écarts formés de hameaux (appelés localement "villages") et fermes isolées. La commune a conservé son caractère rural, une rurbanisation limitée s'est toutefois produite ä l'ouest et au sud du bourg, en direction de Parc Merrien et Koatilan, en raison de la proximité de Guerlesquin.

## Urbanisme

### Typologie
Au 1er janvier 2024, Plougras est catégorisée commune rurale à habitat très dispersé, selon la nouvelle grille communale de densité à 7 niveaux définie par l'Insee en 2022.
Elle est située hors unité urbaine et hors attraction des villes,.

### Occupation des sols
L'occupation des sols de la commune, telle qu'elle ressort de la base de données européenne d’occupation biophysique des sols Corine Land Cover (CLC), est marquée par l'importance des territoires agricoles (89,5 % en 2018), une proportion sensiblement équivalente à celle de 1990 (89,9 %). La répartition détaillée en 2018 est la suivante : 
zones agricoles hétérogènes (57,9 %), terres arables (18,2 %), prairies (13,5 %), forêts (6,4 %), milieux à végétation arbustive et/ou herbacée (1,9 %), zones urbanisées (1,3 %), eaux continentales (0,8 %). L'évolution de l’occupation des sols de la commune et de ses infrastructures peut être observée sur les différentes représentations cartographiques du territoire : la carte de Cassini (XVIIIe siècle), la carte d'état-major (1820-1866) et les cartes ou photos aériennes de l'IGN pour la période actuelle (1950 à aujourd'hui).

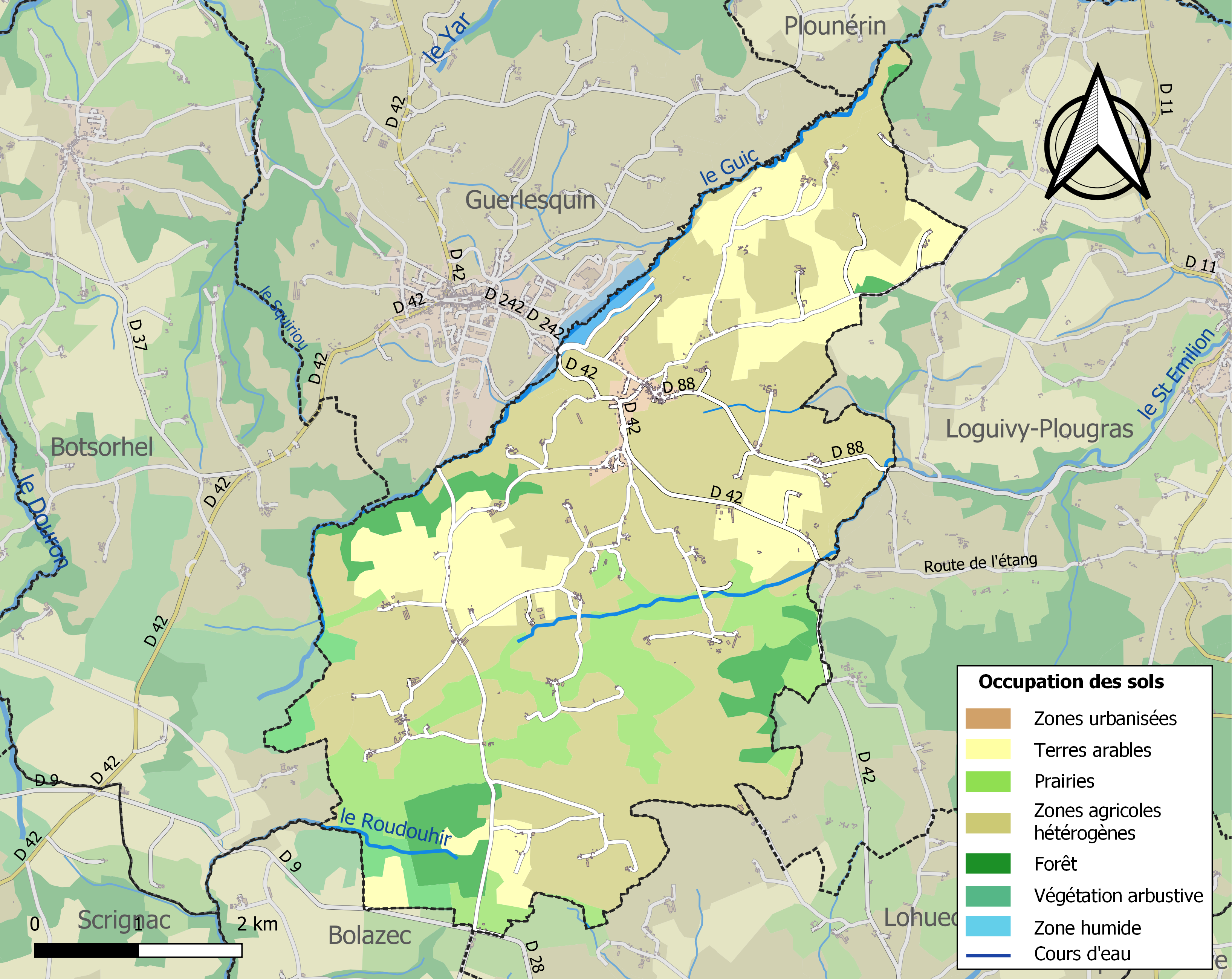
Carte des infrastructures et de l'occupation des sols de la commune en 2018 (CLC).

## Toponymie
Le nom de la localité est attesté sous les formes Plebs Crucis en 1288, Plebe Crucis vers 1330, Plougraz en 1415, Ploegrois en 1425, Plugroez en 1437, Ploecroiz en 1442, Ploegroix en 1461, Ploecras en 1490 et Plougras en 1600.
Le nom de Plougras est composé de plou (paroisse) et de gras qui serait une contraction de groas (croix ou calvaire en breton). Plougras signifierait donc « la paroisse de la croix ». La paroisse étant placée sous la protection de la Sainte Croix, Géraud Lavergne en fait la « paroisse de la Sainte Croix ».

## Histoire

### Moyen-Âge
La motte castrale de Beffou est ce qui reste d'un château du XIe siècle. Située sur un éperon rocheux entouré de marais, elle est haute de 80 mètres, large de 50 m, haute de 8 à 10 m, et entourée d'un fossé large de 5 mètres. Le château était un poste contrôlant la voie antique, encore utilisée au Moyen-Âge, allant de Vorgium (Carhaix) au Yaudet (en Ploulec'h).

### Temps modernes
Cette commune est connue pour des faits liés à la Révolte des Bonnets rouges en 1675.

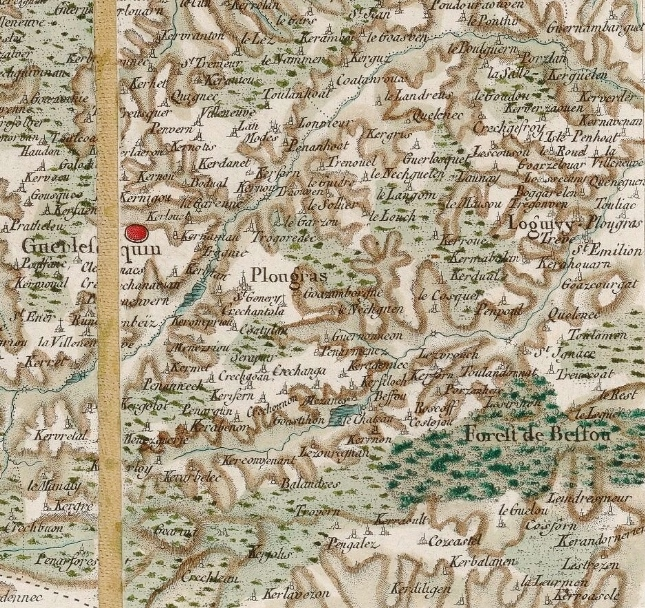
Carte de Cassini de la paroisse de Plougras et de sa trève de Loguivy (la trève de Lohuec est en majeure partie sur une autre carte).

Jean-Baptiste Ogée décrit ainsi Plougras en 1778 : 

« Plougras ; à 8 lieues au Sud-Ouest de Tréguier, son évêché à 32 lieues de Rennes ; et à 5 lieues de Morlaix, sa subdélégation. Cette paroisse ressortit à Lannion et compte 3 000 communiants, y compris ceux de Lohuel [ Lohuec ] et Loquivi [ Loguivy-Plougras ], ses trèves ; la cure est à l'alternative. Ce territoire est un pays couvert [de bocage], qui renferme des terres bien cultivées et beaucup de landes. La haute justice de Guerneven appartient à Madame de la Fruglais de Kervers,. »

### Révolution française
L'assemblée électorale de la paroisse de Plougras et de ses trèves destinée à la préparation des États généraux de 1789 se tint à Loguivy le 2 avril 1789 sous la présidence de François Le Foll, sénéchal des juridictions de Guerlesquin et du Menez en présence d'une trentaine de paroissiens. Deux députés (Yves Le Boëc et René Le Gall) furent élus pour la trève de Loguivy, un (Guillaume-Gabriel Le Coz) pour la paroisse de Plougras et un (Pierre Péron) pour la trève de Lohuec, qui représnetèrent la paroisse à l'assemblée du tiers-état de la sénéchaussée. Un cahier de doléances fut rédigé, s'inspirant beaucoup de celui écrit par les paroisses de Rennes et demandent notamment la suppression des banalités, des corvées seigneuriales, des domaines congéables et des droits de francs-fiefs.
À la fin de l'Ancien Régime le recteur de la paroisse de Plougras était aussi recteur de la trève de Loguivy-Plougras, mais « à cause de l'importance de la localité, le recteur de Plougras y faisait sa résidence habituelle au château de l'Isdu [Lezdu], avec deux vicaires au bourg de Loguivy-Plougras, et un troisième prêtre à Plougras ». Jusqu'en 1791, le recteur était Ellès, qui fut prêtre réfractaire et remplacé à partir du 26 juin 1791 par un prêtre constitutionnel, Piriou ; le vicaire de Plougras, Le Quelennec, et l'un des vicaires de Loguivy-Plougras, Le Quellec, refusèrent aussi de prêter le serment de fidélité à la Constitution civile du clergé.

### LeXIXesiècle
A. Marteville et P. Varin, continuateurs d'Ogée, décrivent ainsi Plougras en 1853 :

« Plougras : commune formée de l'ancienne paroisse de ce nom, moins ses anciennes trèves Lohuec et Loguivy, devenues communes. (...) Principaux villages : Bot-Lan, Trénouel, Penenec'h, Kereidré, Trovern, le Sollier, Louc'h-Izellan et Louc'h-Huellan, Garzou-Bras, Garzou-Bian, Trogoredec, Nec'hguen, Scrapiar, les Plous, Keranger, les Avregan, Kerantara, Menez-Riou, Coatillan, Kerniet, Crech-Goan, Kerisern, Penayun, Menez-Gueric, Keracnor, Kerembellec, Barlandrès, Kervretel, Kergoulin, Manachty, Kergrec'h, Pen-en-Forest, Crec'h-Lean, Kerjolis. Superficie totale : 2 450 hectares, dont (...) terres labourables 1 159 ha, prés et pâturages 486 ha, bois 48 ha, vergers et jardins 19 ha, landes et incultes 639 ha (...). Moulin Conan, à eau ; moulin de Goariva, à vent, ruiné. La commune de Plougras est dédiée à la Sainte-Croix, comme son nom l'indique, Ploué-Croass, paroisse de la Croix. Géologie : constitution granitique. On parle le breton. »

Une loi du 14 juin 1856 modifia les limites des communes de Plougras et Loguivy-Plougras, transférant la section de Keradennec (comprenant quatre villages et l'étang de Beffou) à la commune de Plougras à la suite de la demande de la plupart de ses habitants « éloignés de six kilomètres de Loguivy-Plougras » et « ils n'ont pour se rendre à ce bourg presque toujours impraticable en hiver par suite du débordement des ruisseaux sortant de l'étang de Beffou ».
En 1862 Joachim Gaultier du Mottay écrit que Plougras a « un territoire plat et uni à l'ouest, accidenté et montueux dans les autres parties ; il est peu boisé et peu planté de pommiers. Terres légères et sablonneuses qui, par une meilleure culture, pourraient être rendues plus fertiles. Beaucoup de landes peu susceptibles d'être livrées à la culture ». Il indique aussi que Plougras possède une école de garçons qui compte 63 élèves et une école de filles qui en compte 45 ; il précise aussi que l'église, qui date du XVIIe siècle, a pour patron saint Pierre et que « la tour, qui porte la date de 1681, est remarquable par son élégance et la hardiesse de son clocher », que la chapelle de Saint-Gonnery est du début du XVIIIe siècle et qu'« on voit encore les fossés de l'ancien château de Beffou, près duquel existe l'étang de ce nom, dont l'étendue est de 7 hectares », que le beurre de Plougras jouit d'une certaine renommée (« il se paie plus cher que tout autre sur le marché de Brest ») et que cette commune « possède des tourbières dans ses vallons et des ardoisières donnant des produits d'assez bonne qualité et qui s'écoulent dans les communes voisines ».
Le maximum démographique de Plougras est atteint en 1866 avec 1 510 habitants. Deouis, la commune a perdu plus des deux-tiers de ses habitants.

### LeXXesiècle

#### La Belle Époque
L'inventaire des biens d'église à Plougras le 27 mars 1906 s'effectua sans incidents, contrairement à de nombreuses autres localités bretonnes.
Le 14 octobre 1910 la foudre tomba sur le clocher de l'église paroissiale, lui occasionnant des dégâts.

#### La Première Guerre mondiale
Le monument aux morts de Plougras porte les noms de 57 soldats morts pour la Patrie pendant la Première Guerre mondiale ; parmi eux 3 sont morts en Belgique (François Le Corre et Arsène Rovoalen dès 1914 ; Joseph Richard en 1916) ; François Rivoal est mort des suites de ses blessures alors qu'il était en captivité en Allemagne ; Guillaume Dubourg, marsouin, est mort le 4 juin 1915 en Turquie lors de la Bataille de Sedd-Ul-Bahr ;  les autres sont morts sur le sol français, dont Joseph Denis, décoré de la Médaille militaire et de la Croix de guerre et Pierre Coquil, décédé de maladie contractée en service après l'armistice le 2 avril 1919 à Plougras.

#### L'Entre-deux-guerres
Un syndicat des agriculteurs de la commune de Plougras est créé à partir du 1er janvier 1924.

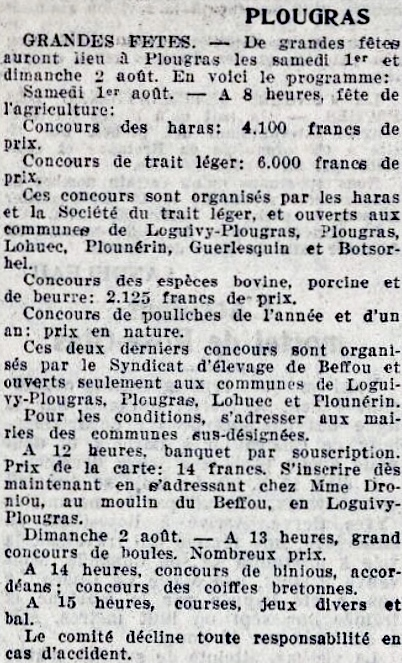
Le programme des fêtes locales de Plougras organisées les 1er et 2 août 1931 (journal La Dépêche de Brest et de l'Ouest).

#### La Seconde Guerre mondiale

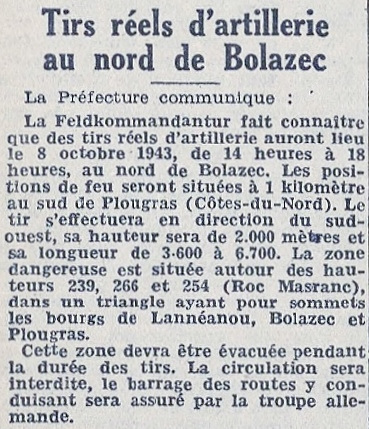
Tirs d'artillerie allemands à Plougras, Bolazec et Lannéanou le 8 octobre 1943 (article publié dans le journal La Dépêche de Brest et de l'Ouest).

Le monument aux morts de Plougras porte les noms de 11 personnes mortes pour la France durant la Seconde Guerre mondiale : parmi elles des soldats (Jean Demnat, Marcel Geffoy [qui est mort aux Pays-Bas], J. Guinamant, Yves Le Roux) morts au printemps 1940 lors de la Bataille de France ; des résistants : Théophile Hélary, tué à Sainte-Hélène en 1944 lors des combats de la Poche de Lorient et Louis Lorguillous, mort en déportation le 22 juin 1944 ; des victimes civiles de la guerre (Théophile Kernec et Théophile Morvan) ; Louis Le Gall est mort à Carhaix en 1944.

### LeXXIesiècle
Un RPI (Regroupement pédagogique intercommunal) a été mis en place, associant les communes de Plougras et Loguivy-Plougras. En février 2024 élus et parents d'élèves se sont mobilisés à l'annonce par l'inspection académique de la fermeture de la troisième classe. En 2023 l'école de Plougras accueillait 6 CE2, 7 CM1 et 4 CM2.

## Héraldique
| Blason | Blasonnement : D'argent à la croix pattée de gueules. |

## Politique et administration
| Période                                  | Période                   | Identité                 | Étiquette | Qualité                                                                          |
| ---------------------------------------- | ------------------------- | ------------------------ | --------- | -------------------------------------------------------------------------------- |
| 1793                                     | 1801                      | Jean Lohou               |           | Cultivateur.                                                                     |
| 1803                                     | 1809                      | Pierre Péron             |           | Notaire. Aussi maire de Loguivy-Plougras.                                        |
| 1810                                     | 1816                      | Jean Le Goff             |           | Cultivateur.                                                                     |
| 1816                                     | 1830                      | Charles Cloarec          |           |                                                                                  |
| 1830                                     | 1836                      | Jean-Marie Le Bescond    |           | Cultivateur.                                                                     |
| 1836                                     | 1838                      | Guillaume Le Bescond     |           | Cultivateur et meunier.                                                          |
| 1838                                     | 1867                      | François Le Goff         |           | Fils de Jean Le Goff, maire entre 1810 et 1816. Chevalier de la Légion d'honneur |
| 1867                                     | 1887                      | François Fustec          |           | Cultivateur.                                                                     |
| 1887                                     | 1892                      | Jean François Le Bescond |           | Fils de Guillaume Le Bescond, maire entre 1836 et 1838. Meunier.                 |
| 1892                                     | 1906                      | Jean-Louis Conan         |           | Cultivateur. Conseiller d'arrondissement en 1902.                                |
| 1906                                     | 1910                      | Théophile Callarec       |           | Cultivateur. Démissionne en 1910.                                                |
| 1910                                     | après 1922                | Jean-François Fichou     |           | Cultivateur. Propriétaire.                                                       |
| Les données manquantes sont à compléter. |                           |                          |           |                                                                                  |
|                                          | mars 1965                 | François Quéniat         |           | Mécanicien-forgeron                                                              |
| mars 1965                                | juin 1995                 | Jean Goasdoué            | PCF       | Agriculteur                                                                      |
| juin 1995                                | mars 2014                 | Francis Morellec         |           | Agriculteur                                                                      |
| mars 2014                                | En cours (au 26 mai 2020) | Jean-Claude Quéniat      | DVD       | Maréchal-ferrant                                                                 |
| Les données manquantes sont à compléter. |                           |                          |           |                                                                                  |

## Démographie
L'évolution du nombre d'habitants est connue à travers les recensements de la population effectués dans la commune depuis 1793. Pour les communes de moins de 10 000 habitants, une enquête de recensement portant sur toute la population est réalisée tous les cinq ans, les populations de référence des années intermédiaires étant quant à elles estimées par interpolation ou extrapolation. Pour la commune, le premier recensement exhaustif entrant dans le cadre du nouveau dispositif a été réalisé en 2006.

En 2022, la commune comptait 428 habitants, en évolution de +3,63 % par rapport à 2016 (Côtes-d'Armor : +1,78 %, France hors Mayotte : +2,11 %).
| 1793  | 1800 | 1806 | 1821 | 1831  | 1836  | 1841  | 1846  | 1851  |
| ----- | ---- | ---- | ---- | ----- | ----- | ----- | ----- | ----- |
| 1 030 | 673  | 738  | 919  | 1 151 | 1 173 | 1 200 | 1 216 | 1 174 |

| 1856  | 1861  | 1866  | 1872  | 1876  | 1881  | 1886  | 1891  | 1896  |
| ----- | ----- | ----- | ----- | ----- | ----- | ----- | ----- | ----- |
| 1 167 | 1 366 | 1 510 | 1 402 | 1 397 | 1 333 | 1 322 | 1 260 | 1 261 |

| 1901  | 1906  | 1911  | 1921  | 1926  | 1931  | 1936  | 1946 | 1954 |
| ----- | ----- | ----- | ----- | ----- | ----- | ----- | ---- | ---- |
| 1 217 | 1 256 | 1 252 | 1 178 | 1 200 | 1 120 | 1 019 | 857  | 768  |

| 1962 | 1968 | 1975 | 1982 | 1990 | 1999 | 2006 | 2011 | 2016 |
| ---- | ---- | ---- | ---- | ---- | ---- | ---- | ---- | ---- |
| 725  | 670  | 592  | 530  | 498  | 495  | 465  | 430  | 413  |

| 2021 | 2022 | - | - | - | - | - | - | - |
| ---- | ---- | - | - | - | - | - | - | - |
| 421  | 428  | - | - | - | - | - | - | - |

## Lieux et monuments
- L'église paroissiale Saint-Pierre, inscrite à l'inventaire des monuments historiques[44]. Voir aussi : Pietà de Plougras.
- La chapelle Saint-Gonéry, également inscrite[45].
- Borne géodésique.

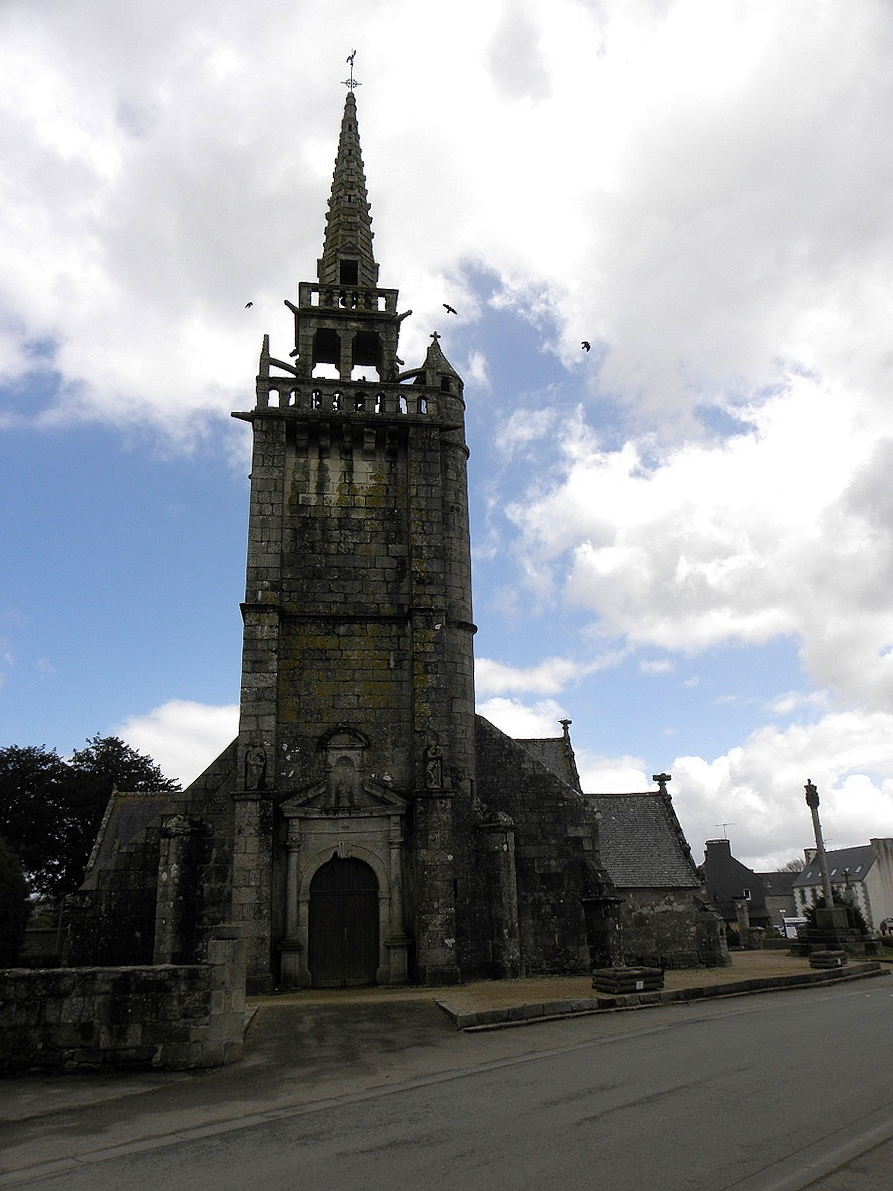
L'église Saint-Pierre de Plougras.
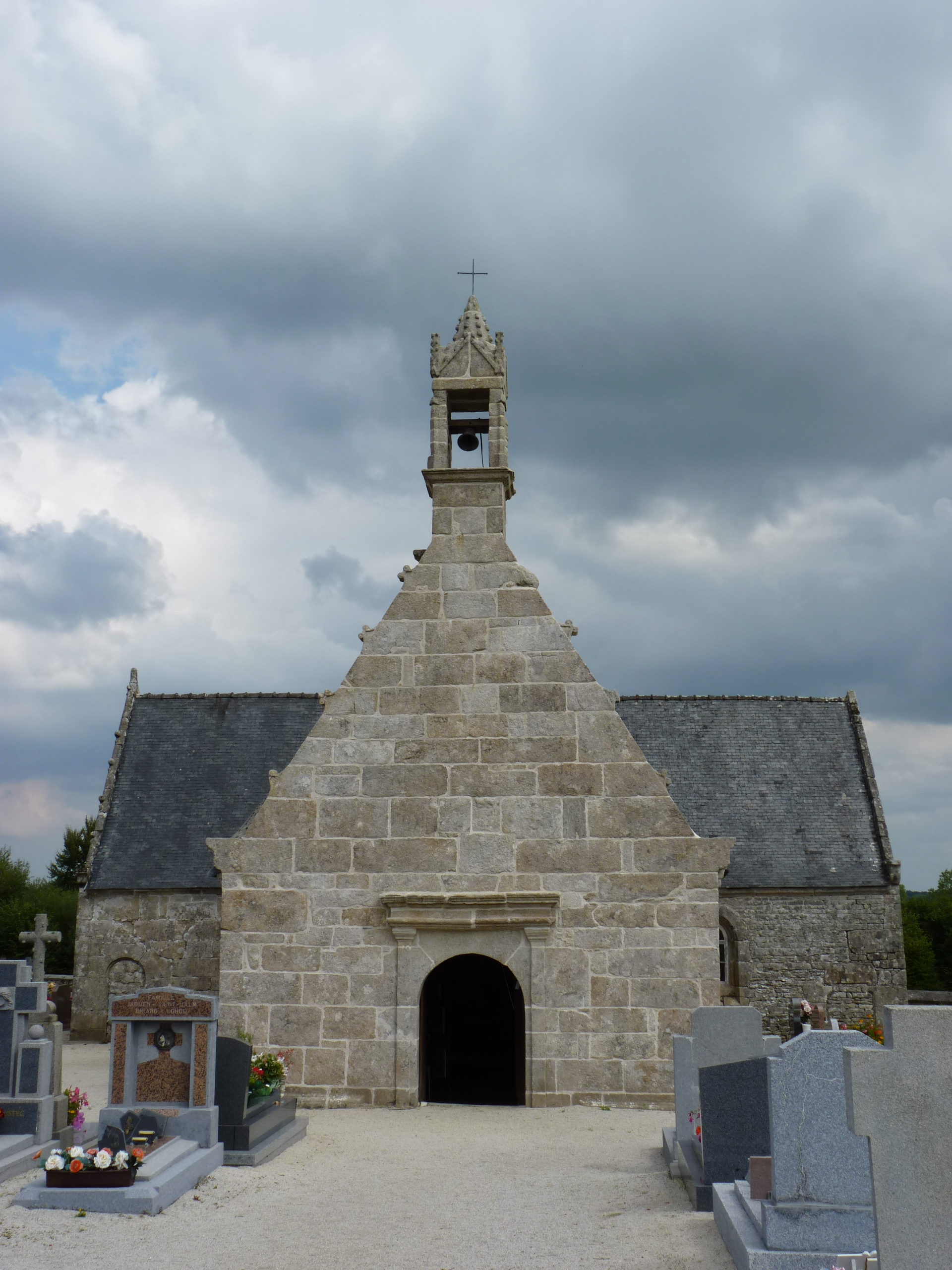
La chapelle de Saint-Gonéry.